# Agastya (crambídeos)
Agastya (Crambidae) é um gênero de mariposa pertencente à família Crambidae.